# Jack Roslovic
John "Jack" Roslovic, född 29 januari 1997, är en amerikansk professionell ishockeyforward som är kontrakterad till New York Rangers i National Hockey League (NHL) och spelar för deras primära samarbetspartner Manitoba Moose i American Hockey League (AHL). Han har tidigare spelat på lägre nivåer för Miami Redhawks (Miami University) i National Collegiate Athletic Association (NCAA) och Team USA i United States Hockey League (USHL).
Roslovic draftades i första rundan i 2015 års draft av Winnipeg Jets som 25:e spelare totalt.

## Statistik
| 2011–2012   | Ohio Blue Jackets      | T1EHL       | 24 | 20 | 21 | 41 | 10 | — | — | — | — | — |
| 2012–2013   | Ohio Blue Jackets U16  | T1EHL       | 40 | 23 | 30 | 53 | 22 | — | — | — | — | — |
|             | Ohio Blue Jackets U18  | T1EHL       | 4  | 0  | 0  | 0  | 2  | — | — | — | — | — |
| 2013–2014   | Team USA               | USHL        | 34 | 4  | 10 | 14 | 14 | — | — | — | — | — |
|             | U.S. National U17 Team |             | 54 | 14 | 18 | 32 | 30 | — | — | — | — | — |
| 2014–2015   | Team USA               | USHL        | 25 | 11 | 27 | 38 | 8  | — | — | — | — | — |
|             | U.S. National U18 Team |             | 65 | 27 | 52 | 79 | 28 | — | — | — | — | — |
| 2015–2016   | Miami Redhawks         | NCAA        | 36 | 10 | 16 | 26 | 18 | — | — | — | — | — |
| 2016–2017   | Winnipeg Jets          | NHL         | 1  | 0  | 0  | 0  | 0  | — | — | — | — | — |
|             | Manitoba Moose         | AHL         | 65 | 13 | 35 | 48 | 22 | — | — | — | — | — |
| NHL totalt  | NHL totalt             | NHL totalt  | 1  | 0  | 0  | 0  | 0  | — | — | — | — | — |
| AHL totalt  | AHL totalt             | AHL totalt  | 65 | 13 | 35 | 48 | 22 | — | — | — | — | — |
| USHL totalt | USHL totalt            | USHL totalt | 59 | 15 | 37 | 52 | 22 | — | — | — | — | — |